# Bekim Fehmiu

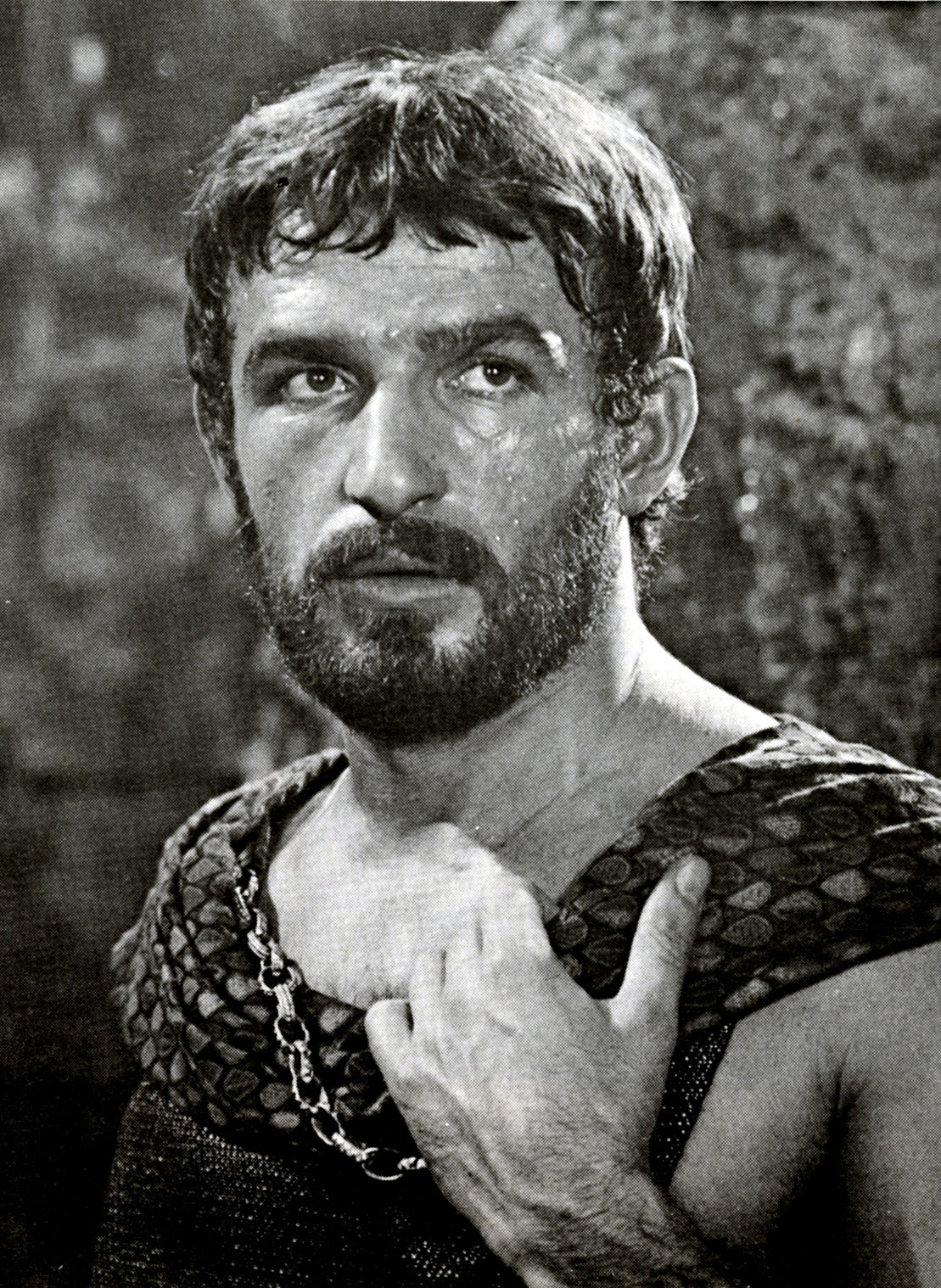
Fehmiu, 1967

Bekim Fehmiu (serbokroatisch Беким Фехмију Bekim Fehmiju, * 1. Juni 1936 in Sarajevo; † 15. Juni 2010 in Belgrad) war ein jugoslawischer Schauspieler.

## Leben
Fehmiu wurde in Sarajevo in eine albanische Familie, die aus Đakovica kam, geboren. Sein Vater Ibrahim Imer Halili absolvierte eine Lehrerschule in Skopje. Während seiner Schulzeit bekam er den Spitznamen Fehmiu, was auf Arabisch ausgezeichnet bedeutet. Diesen Namen nahm er später als Familienname an.  Er wuchs später in Shkodra und vor allem in Prizren auf. Er war Amateurboxer und studierte in den Jahren 1956 bis 1960 an der Belgrader Filmakademie. Er wurde in den 1960er und 1970er Jahren berühmt. Er spielte in vielen Filmen, besonders aus italienischer Produktion, mit. Im Film Roj aus dem Jahr 1966 spielte er die Rolle von Halil Beg, für die er 1966 mit einem Preis des Festival Jugoslovenskog Igranog Filma u Puli ausgezeichnet wurde. Seinen Durchbruch hatte er 1967 mit seiner Rolle in dem Film I even met happy gypsies (Skupljači perja), der in Cannes ausgezeichnet und für den Oscar nominiert wurde. In der italienisch-deutsch-jugoslawischen Mini-Fernsehserie Die Odyssee (1968) spielte er die Hauptrolle des Odysseus.
Fehmiu ging nach Hollywood, wo er eine Zeit lang auch lebte. Im Film Schwarzer Sonntag (1977) von John Frankenheimer trat er als Mohammad Fasil neben Bruce Dern auf. Im Film Ein Kind mit Namen Jesus (1987) spielte er die Rolle von Joseph.
Inzwischen in Belgrad lebend, war er in den 1980er Jahren ein gefragter Theaterschauspieler. 1987 unterbrach er aus Protest gegen die Politik Slobodan Miloševićs eine Theateraufführung und trat danach nicht mehr am Theater auf. Danach spielte er nur noch in wenigen ausländischen Spielfilmen mit. Er heiratete die serbische Schauspielerin Branka Petrić. Er hat zwei Kinder; der 1968 geborene Sohn Uliks Fehmiu ist ebenfalls Schauspieler. Bekim Fehmiu erlitt Anfang 2010 einen Schlaganfall und starb im Juni 2010 durch einen Suizid.

## Filmografie (Auswahl)
- 1960: Dan četrnaesti (Der Vierzehnte Tag)
- 1964: Pod isto nebo – Regie: Ljubisa Georgijevski, Miomir Stamenković
- 1966: Roj – Regie: Miodrag Popović
- 1966: Protest (Morgan: A Suitable Case for Treatment) – Regie: Karel Reisz
- 1967: Ich traf sogar glückliche Zigeuner (Skupljači perja) – Regie: Aleksandar Petrović
- 1968: Die Odyssee (L'odissea) (Miniserie)
- 1969: Playboys und Abenteurer (The Adventurers) – Regie: Lewis Gilbert
- 1970: Die Höllenhunde (La spina dorsale del diavolo)
- 1971: Der Doktor stellt eine Falle (Klopka za generala) – Regie: Miomir Stamenković
- 1973: Der letzte Schnee des Frühlings (L'ultima neve di primavera) – Regie: Raimondo Del Balzo
- 1973: Der Zeuge muß schweigen (Il testimone deva tacere)
- 1974: Cagliostro – Im Schatten des Todes (Cagliostro) – Regie: Daniele Pettinari
- 1974: Die Nacht auf dem Revier (Deps)
- 1975: Libera, Amore mio (Libera, amore mio)
- 1975: Vollmacht zum Mord (Permission to Kill) – Regie: Cyril Frankel
- 1976: Salon Kitty – Regie: Tinto Brass
- 1977: Ich war ihm hörig (Disposta a tutto) – Regie: Giorgio Stegani
- 1977: Schwarzer Sonntag (Black Sunday)
- 1977: Man nennt sie schwer erziehbar (Specijalno vaspitanje)
- 1979: Luftschlacht über der Sutjeska (Partizanska eskadrila) – Regie: Hajrudin Krvavac
- 1982: Wettlauf mit der Sonne (Sarâb) – Regie: Abdelhafidh Bouassida
- 1982: Mutter Teresa: Die Stimme (La voce)
- 1987: Ein Kind mit Namen Jesus (Un bambino di nome Gesù) (Fernseh-Miniserie)
- 1989: Giulia (Italienische Fernsehserie)
- 1998: Tristan und Isolde – Eine Liebe für die Ewigkeit (Il cuore e la spada) – Regie: Fabrizio Costa

## Veröffentlichungen
- Blistavo i strašno (Glänzend und angstmachend). 2001, ISBN 86-7464-027-3 (Autobiographie).